# Kreis
Kreis（クライス）は、日本のヴィジュアル系のインディーズレーベル。主に「ソフトヴィジュアル系」と呼ばれるバンドが所属した。

## 概要
- 1996年11月に藤田幸也が、D≒SIRE、BLÜEの所属レーベルとして設立した[1]。後に狂舞[1]、Rayなど、主に大阪出身のソフトヴィジュアル系バンドが所属する。
- 2006年11月12日には、レーベル設立10周年記念GIG「Kreis／Tokyo」をSHIBUYA-AXで開催した[2]。
- 2007年、JILS解散に伴いKreisの活動を事実上停止することをYUKIYAが発表。現在YUKIYAはTMF RECORDS内に新レーベルKranzeを設立している[3]。

## 所属バンド
- JILS（解散）
- ROOM#NUMBER

Tokyo Monochrome Factory Records内LUCIFERに所属後、引退。
- THE"FUZZ"

Tokyo Monochrome Factory Records内東京ニュータイプに所属後、移籍。
- YUKIYA with Kreis Project

2001年以降は活動していない。
- ENDLESS[4]

2001年以降は活動休止していたが、2007年に活動再開し、Tokyo Monochrome Factory Records内MODERN BEATに所属している。

### 過去に所属したバンド

#### 解散したバンド
- Davidノ使徒:aL
- D≒SIRE[1]
- Ize（狂舞、Kyo-Maiから改名）
- pleur
- Ray

#### 移籍したバンド
- Blüe

メジャーデビューに伴い移籍。
- Shelly Trip Realize

2006年に独立。

### 関係の深いアーティスト
- Dir en grey

『JEALOUS』、『-I'll-』はYUKIYAプロデュースだが、Kreisに所属したことはない。
YUKIYA with Kreis Project『MOMENT』の「MOMENT -Kreis Version-」に参加している。
- Kill=slayd

JUN≒NAはD≒SIREのサポートメンバーとして参加したことがある。また、Kill=slaydメンバーとENDLESSメンバーとで「QUASER」を結成。
- Waive

ファーストシングル『PINK DISTORTION』はYUKIYAプロデュースだが、Kreisに所属はしていない。
- Wyse
- 杉本善徳
- 中村泰造

YUKIYA with Kreis Projectに参加。
- 牧田拓磨

D≒SIREのサポートメンバーとして参加したことがある。